# Luigi Amoroso
Luigi Amoroso (* 26. März 1886 in Neapel; † 28. Oktober 1965 in Rom) war ein italienischer Mathematiker und Wirtschaftswissenschaftler.

## Leben
Amoroso begann 1903 ein Studium der Mathematik an der Scuola Normale Superiore in Pisa. 1905 wechselte er nach Rom an die Universität La Sapienza, wo er 1907 sein Studium mit der Promotion abschloss. Er war Assistent von Guido Castelnuovo. Bereits früh in seiner Karriere interessierte er sich für die Anwendung mathematischer Methoden in der Ökonomie, wobei er speziell von den Arbeiten von Vilfredo Pareto angeregt wurde. Jedoch publizierte er zunächst auch Arbeiten zur mathematischen Physik, so zur Theorie der Flüssigkeiten.
Von 1914 bis 1921 lehrte er Finanzmathematik an der Universität Bari. Ab 1921 war für fünf Jahre an der Universität Neapel zunächst am Lehrstuhl für Finanzmathematik und nachfolgend am Lehrstuhl für politische Ökonomie tätig, bevor er 1926 als Professor auf den Lehrstuhl für Wirtschaftswissenschaften an der Fakultät für Politikwissenschaft der Universität Rom berufen wurde. Er war dort bis zu seiner Emeritierung im Jahr 1956 tätig. Als Anhänger Paretos benutzte er dessen Thesen zur Rechtfertigung einer Neuorganisierung der italienischen Ökonomie während der Zeit des italienischen Faschismus.
Amoroso war seit 1956 Mitglied der Accademia Nazionale dei Lincei. Er war Ehrendoktor mehrerer Universitäten.